# Cantone di Saint-Dié-des-Vosges-1
Il Cantone di Saint-Dié-des-Vosges-1 è una divisione amministrativa degli arrondissement di Épinal e di Saint-Dié-des-Vosges.
È stato istituito a seguito della riforma dei cantoni del 2014, che è entrata in vigore con le elezioni dipartimentali del 2015.

## Composizione
Comprende parte della città di Saint-Dié-des-Vosges e i comuni di:
- Autrey
- La Bourgonce
- Housseras
- Jeanménil
- Rambervillers
- Saint-Gorgon
- Saint-Michel-sur-Meurthe
- La Salle
- Taintrux
- La Voivre